# Kõue (commune)
Pour le village, voir Kõue.
Kõue (estonien : Kõue vald) est une ancienne commune rurale dans le Comté de Harju en Estonie. 
En octobre 2013, la commune de Kõue est absorbée par la commune de Kose.

## Démographie
Elle avait 1 538 habitants (2009) et une superficie de 295,5 km2.

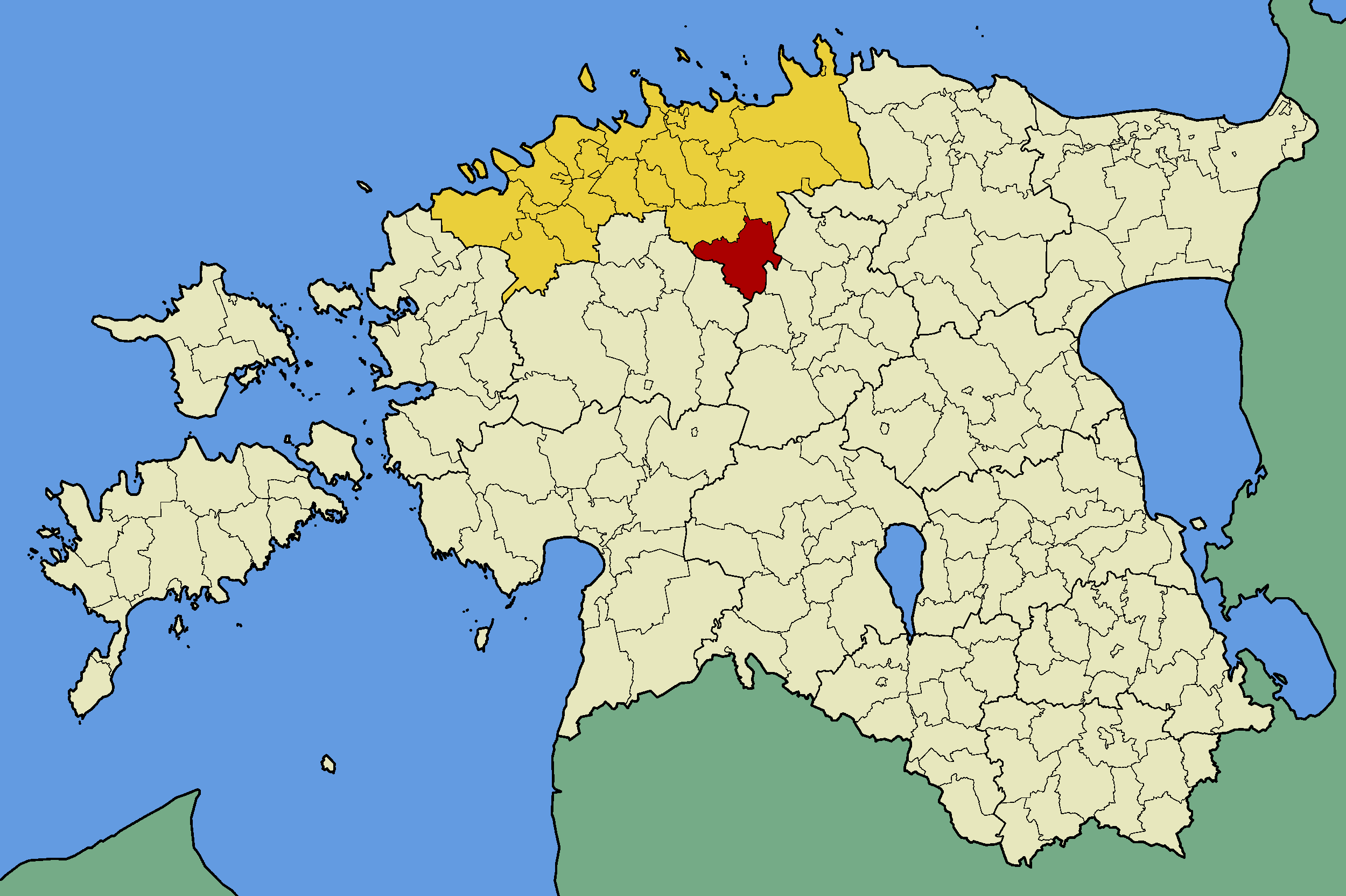
Commune de Kõue (rouge)
dans le Harjumaa (jaune).

## Municipalité
La commune de Kõue regroupait 36 villages et 2 hameaux. Le centre administratif de la commune est Ardu situé à 57 km de Tallinn par la Route Tallinn–Tartu.

### Les 36 villages
Aela, Alansi, Harmi, Kadja, Kantküla, Katsina, Kirivalla, Kiruvere, Kukepala, Kõrvenurga, Kõue, Laane, Leistu, Lutsu, Lööra, Marguse, Nutu, Nõmmeri , Ojasoo, Pala, Paunaste, Paunküla, Puusepa, Rava, Riidamäe, Rõõsa, Saarnakõrve, Sae, Silmsi, Sääsküla, Triigi, Uueveski, Vahetüki, Vanamõisa, Virla, Äksi.

### Les 2 hameaux
Ardu, Habaja